# Stephanie Jacobsen

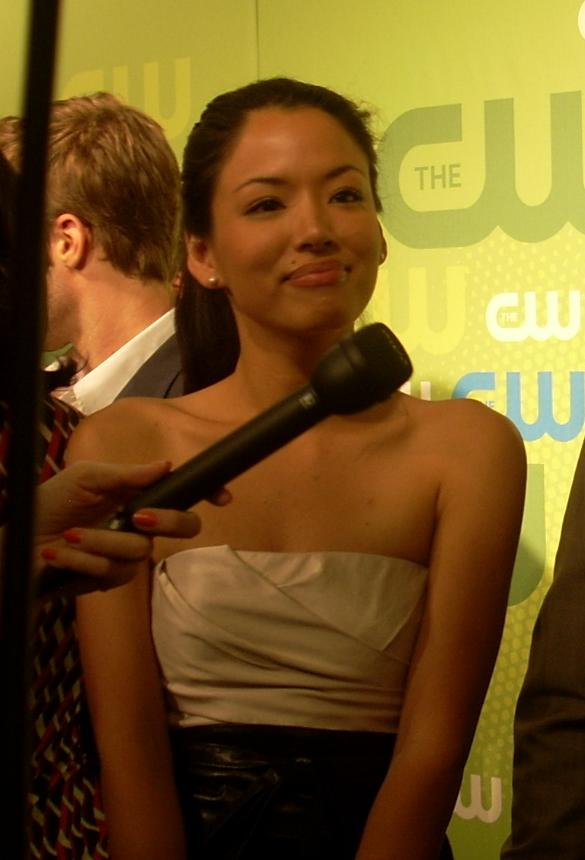
Stephanie Jacobsen (2009)

Stephanie Jacobsen (* 22. Juni 1980 in Hongkong, Vereinigtes Königreich als Stephanie Chaves-Jacobsen) ist eine australische Schauspielerin, die durch eine Reihe von Auftritten in international ausgestrahlten Fernsehserien Bekanntheit erlangte.

## Leben und Karriere
Jacobsen wurde im Sommer 1980 in der damaligen britischen Kronkolonie Hongkong als Tochter eines chinesisch-, englisch- und norwegischstämmigen Vaters und einer portugiesisch- und ostasiatischstämmigen Mutter geboren. Nachdem sie mit ihrer Familie mehrere Jahre in Hongkong gelebt und dort einen Großteil ihrer Kindheit verbracht hatte, zog sie als Zwölfjährige mit ihrer Familie nach Australien. Nach ihrer High-School-Zeit in Sydney wechselte sie an die Universität Sydney, die sie in den Studiengängen Philosophie und Englische Literatur abschloss. Nebenbei startete sie auch langsam ihre Schauspielkarriere, mit der sie bereits im Jahre 2001 zu ihrem Durchbruch kam. Kurz nachdem sie von 2000 bis 2001 in vier Folgen von Pizza zum Einsatz kam und dort durch ihre wiederkehrende Rolle überzeugen konnte, wurde sie bereits im Folgejahr 2001 in den offiziellen Cast der australischen Seifenoper Home and Away geholt. Dort übernahm sie schließlich bis 2002 die Rolle der Charlotte Adams, in der sie in über 83 Episoden zum Einsatz kam, ehe ihre Rolle wieder abgesetzt wurde. Zuvor war sie ebenfalls noch im Jahre 2001 in einer Folge von Farscape – Verschollen im All zu sehen. Danach widmete sie ihre Zeit vor allem ihrem Studium an der ältesten Universität des Landes. Nachdem sie bereits in der Anfangsphase ihrer Schauspielkarriere in der Werbebranche tätig gewesen und dabei in einigen Werbespots zum Einsatz gekommen war, arbeitete sie auch nach ihrem Universitätsabschluss in diesem Bereich, fand aber auch rasch wieder zur Schauspielerei zurück.
Dabei schaffte sie es im Jahre 2005 in die Fernsehserie HeadLand, wo sie bis 2006 in zehn Episoden als LiLiu Tan zu sehen war. Nach einer eher ruhig verlaufenden Zeit kam sie schließlich im Jahre 2007 in die Vereinigten Staaten und dort zu einer der Hauptrollen im Film Battlestar Galactica: Auf Messers Schneide. Dabei schlüpfte sie in die Rolle der Kendra Shaw, die im Laufe der Zeit vom Lieutenant über den Captain bis hin zum militärischen Rang des Majors avancierte. Auch das Jahr 2008 lief für Jacobsen erfolgreich, als sie unter anderem im Film The Sound of Shadows zum Einsatz kam. Daneben hatte sie eine Rolle in der Pilotfolge der Fernsehserie Life on Mars, wurde danach jedoch durch Lisa Bonet ersetzt. Des Weiteren brachte sie es in diesem Jahr zu einer wesentlichen Rolle in der Fernsehserie Terminator: The Sarah Connor Chronicles. Dabei spielte sie bis zum Jahre 2009 in insgesamt zehn Folgen die Rolle der Jesse Flores, einer Angehörigen der Australischen Widerstandskräfte im Marinerang eines Commanders. Zudem folgten im Jahre 2009 ein Auftritt im Horrorfilm The Devil’s Tomb sowie die Aufnahme als eine der Hauptdarstellerinnen in den Cast von Melrose Place. Hier übernahm sie die Rolle der Medizinstudentin Lauren Yung, die sich aufgrund ihrer prekären finanziellen Situation das Geld für ihre Ausbildung als Prostituierte verdient. Nachdem die Serie bereits nach einer ausgestrahlten Staffel wieder eingestellt worden war, kam Jacobsen im Jahre 2010 unter anderem noch im Film Quantum Apocalypse zum Einsatz. Ihre nächste namhafte Rolle hat sie in der Filmproduktion Three Inches, die im Jahre 2011 veröffentlicht wurde.

## Filmografie
Filmauftritte (auch Kurzauftritte)
- 2007: Battlestar Galactica: Auf Messers Schneide (Battlestar Galactica: Razor)
- 2008: The Sound of Shadows
- 2009: The Devil’s Tomb
- 2010: Quantum Apocalypse – Der Tag des jüngsten Gerichts
- 2011: Alex Cross
- 2018: Occupation

Serienauftritte (auch Gast- und Kurzauftritte)
- 2000–2001: Pizza (4 Folgen)
- 2001: Farscape – Verschollen im All (Farscape, 1 Folge)
- 2001–2002: Home and Away (83 Folgen)
- 2005–2006: HeadLand (10 Folgen)
- 2008–2009: Terminator: The Sarah Connor Chronicles (10 Folgen)
- 2009–2010: Melrose Place (18 Folgen)
- 2011: Two and a Half Men (Folge 9x02)
- 2013: Hawaii Five-0 (1 Folge)
- 2014: Revenge (4 Folgen)
- 2014: Star-Crossed (5 Folgen)
- 2014: Navy CIS (1 Folge)

## Nominierungen
- 2002: Nominiert für den Logie Award in der Kategorie „Most Popular New Female Talent“ für ihre Rolle als Charlotte Adams in Home and Away